# Шатоден
Шатоден (фр. Châteaudun) је насељено место у Француској у региону Центар, у департману Ер и Лоар.
По подацима из 2011. године у општини је живело 13.216 становника, а густина насељености је износила 464,04 становника/km².

## Демографија
| 1962.  | 1968.  | 1975.  | 1982.  | 1990.  | 2011.  |
| ------ | ------ | ------ | ------ | ------ | ------ |
| 11.982 | 14.450 | 15.338 | 15.319 | 14.511 | 13.216 |